# Coregonus kiletz
Coregonus kiletz es una especie de pez de la familia Salmonidae en el orden de los Salmoniformes.